# Vaejovis gracilis
Vaejovis gracilis, conocido como escorpión de cueva es un arácnido perteneciente a la familia Vaejovidae del orden Scorpiones. Esta especie fue descrita por Gertsch & Soleglad en 1972. El nombre del género Vaejovis proviene del nombre del Dios romano “Vejovis”. El nombre específico gracilis proviene del latín y significa “delgado o fino”.

## Clasificación y descripción
Es un escorpión perteneciente a la familia Vaejovidae del orden Scorpiones. Es de tamaño mediano, el macho adulto mide 45 mm de largo. El color base es amarillo pálido con marrón en el carapacho, pedipalpos, mesosoma y metasoma; el carapacho y los dientes de los terguitos están finamente granulados. Tiene entre 20-21 dientes pectinales; segmentos del metasoma son de distinto largo y ancho, quillas del metasoma I-IV moderadas, finamente crenuladas: el V de débil a moderado, granulado y finamente crenulado; todos los segmentos de los pedipalpos largos y delgados; fémur tan largo como el carapacho; tubérculo basal de la tibia poco desarrollado; quelas con ambos dedos que terminan en una garra alargada con un diente que tiene un remiendo oblongado blanquecino en la parte distal; dedo fijo con seis subfilas de dentículos, carinas dorsointernas moderadas, crenulado, otras quillas débiles a moderadas, granuladas.

## Distribución
Esta especie es endémica de México y solo se le ha encontrado en el estado de Veracruz.

## Hábitat
A esta especie de escorpión solo se le ha encontrado en grutas y cuevas por lo que se le considera troglofilico.

## Estado de conservación
Esta especie de arácnido no se encuentra dentro de ninguna categoría de riesgo en las normas nacionales o internacionales.